# Alexander Meyer
Alexander Meyer –conocido como Alex Meyer– (Rochester, 5 de julio de 1978) es un deportista estadounidense que compitió en natación, en la modalidad de aguas abiertas.
Ganó dos medallas en el Campeonato Mundial de Natación, oro en 2010 y plata en 2015.

## Palmarés internacional
| Campeonato Mundial | Campeonato Mundial | Campeonato Mundial | Campeonato Mundial |
| Año                | Lugar              | Medalla            | Prueba             |
| ------------------ | ------------------ | ------------------ | ------------------ |
| 2010               | Roberval (Canadá)  | Medalla de oro     | 25 km              |
| 2015               | Kazán (Rusia)      | Medalla de plata   | 25 km              |